# Karl 10. Gustavs russiske krig
Karl 10. Gustavs russiske krig kaldes den krig mellem Rusland og Sverige 1656–1661. Krigen indledtes af Rusland, mens Sverige var dybt involveret i Karl 10. Gustavs polske krig, og endte uden territoriale ændringer. Kampene ophørte i 1658, men krigen sluttede formelt med Freden i Kardis i 1661, da Karl 11. regerede i Sverige.

## Baggrund
Siden Freden i Stolbova 1617 havde der rådet fred mellem Sverige og Rusland. Den svenske konge ville undgå en konflikt med Rusland, da han var optaget af hovedfjenderne Polen og Danmark. Den russiske zar Aleksej havde siden sin tiltræden haft som ambition at udvide Ruslands grænser og blev ydermere opmuntret til at angribe Sverige af både den Tysk-romersk kejser, Nederlandene og Danmark.

## Krigen
Krigen inledtes i sommeren 1656. Russerne gik ind i Livland med to kolonner. Den nordlige styrke på 12.000-15.000 mand belejrede byen Dorpat (nu Tartu), mens den sydlige større styrke under zarens personlige ledelse først erobrede grænsefæstningen Kokenhusen (nu Koknese) og dræbte hele besætningen, inden styrken fortsatte mod Riga. I Ingermanland og Finland gik russiske styrker ind på begge sider af Ladoga og indledte belejringer af Kexholm og Nöteborg samt erobrede byen Nyen. De russiske fremgange på det Karelske Næs åbnede floden Neva for den russiske flåde, og russiske skibe sejlede ud i Finske Bugt.
Ved Riga lykkedes det ikke den russiske zar, trods stor overmagt, at indtage byen. Tværtimod led den russiske hær store tab, og svenskerne formåede tillige i efteråret at forstærke byen med 16 kompagnier fodfolk og store mængder krudt. Den 5. oktober ophævedes belejringen med minimale svenske tab. I Dorpat måtte den lille svenske styrke på cirka 500 mand kapitulere den 12. oktober. Stedet var nøgle til forbidelsen mellem havnebyen Reval i Estland (nu Tallinn) og Riga og lod det indre af Livland åbent for russiske hærgninger.
En svensk flådestyrke med 19 større og mindre skibe under admiral Gustav Wrangel forhindrede videre russiske operationer i Finske Bugt, og i slutningen af 1656 ophævede russerne belejringerne af Kexholm og Nöteborg. I november samme år indgik Rusland og Polen en aftale vendt imod Sverige og forhindrede derved en svensk fred med Rusland. Ydermere blev den svenske hær ramt af pest.
I 1657 led den svenske hær i Livland svært under pesten. Samtidig gjorde pesttruslen, at Sveriges fjender ikke fuldt ud vovede at udnytte svenskernes svaghed. Den 8. juli stod et slag ved Walk, som endte med en svensk sejr. Russerne mistede cirka 1.500 mand inklusive den øverstbefalende Matvej Sjeremetjev. I september gjorde svenskerne et forsøg på at tvinge Rusland til fred ved at lade en styrke under Magnus Gabriel De la Gardie gå mod den russiske fæstning Gdov. Operationen mislykkedes og var nær endt i en katastrofe, da de retirerende svenskere blev angrebet af overlegne russiske styrker.
Den svenske øverstbefalende i Finland, Gustav Evertsson Horn, hærgede samme år omkring Ladoga og ødelagde russiske oplagspladser. Et svensk forsøg på at erobre den russiske hovedlejr ved Lava mislykkedes. Ligeledes mislykkedes et russisk angreb på Kexholm.
I oktober 1657 gik en hær fra Litauen, der var en del af Polen-Litauen, ind i Livland. Svenskerne var stærke nok til at møde litauerne, som snart okkupederede størstedelen af de livlandske landdistrikter. Hovedparten af de litauiske styrker trak sig dog ret snart tilbage fra Livland men efterlod en styrke på 2.100 mand, der blokerede Riga. Ved midnat den 6. januar 1658 gjorde den svenske øverstbefalende Simon Grundel-Helmfelt et stort udfald fra Riga. De litauiske blokadestyrker led totalt nederlag, og blokaden af Riga blev ophævet. I slutningen af januar havde alle litauiske styrker forladt svensk område.
I foråret 1658 belejrede russerne Narva, men trak sig tilbage, da svenskerne gik imod dem. Freden i Roskilde i februar samme år gjorde, at Sverige nu kunne vende sine styrker fra Danmark mod Rusland. Dette gjorde den russiske zar mere villig til at slutte fred med Sverige. Den 17. maj blev indgået en våbenhvile, og det besluttedes at indlede fredsforhandlinger.

## Freden
En våbenhvileaftale på tre år blev indgået den 20. december 1658 i byen Valiesar syd for Narva. I våbenhvileaftalen bestemtes det, at Rusland indtil videre skulle beholde sine erobringer. Først den 21. juni 1661 blev indgået en endelig fred på godset Kardis i Lais sogn i Estland. Ved freden blev det aftalt, at Rusland skulle tilbagegive samtlige erobrede områder til Sverige, og dermed blev resultatet i det store hele en tilbagevenden til de grænser, der var blevet fastlagt ved freden i Stolbova 1617.